# 이은주 (가수)
이은주(1981년 3월 9일 ~ )는 대한민국의 가수이다. 젝스키스의 이재진의 여동생이며 2002년 3인조 여성그룹 스위티의 멤버로 활약했다. 뛰어난 가창력으로 많은 사랑을 받았으며 스위티 해체 후 솔로앨범을 준비하는 도중 혼성그룹 무가당에 여성멤버로 영입돼서 활동하였다. 2010년 3월, 가수 겸 제작자 양현석과 9년간 교제해 왔음을 밝혔으며, 같은 해 8월 딸 유진을 출산하고 혼인신고를 했다. 2012년 6월부터 현재까지 두 명의 아이를 두고 있으나 결혼식을 올릴 계획은 없다고 밝혔다.

## 학력
- 감천초등학교 (졸업)
- 감천중학교 (졸업)
- 부산공업고등학교 (졸업)

## 음반

### 스위티
- 2002년 4월 25일 1집 SWI.T

### 무가당
- 2006년 8월 10일 무가당 (싱글)
- 2007년 7월 19일 오에오 (디지털 싱글)

### 참여음반
- 거미 2집 It`s Different 中 Witches 피쳐링 참여
- 빅뱅 1집 BIGBANG VOL. 1 中 BIG BOY (T.O.P solo), 흔들어 피쳐링 참여
- 지은 1집 Rain 中 선택 피쳐링 참여

## 가족 관계
- 아버지 : 이상용 (1951년 ~ 2006년 1월 25일)
- 어머니 : 최봉례 ( ? ~ 2008년 5월 23일)
- 배우자 : 양현석 (1970년 1월 9일 ~ )
  - 딸 : 양유진 (2010년 8월 5일 ~ )
  - 아들 : 양승현 (2012년 4월 27일 ~ )
- 오빠 : 이재진 (1979년 7월 13일 ~ )